# Bourse de Saint-Pétersbourg
La bourse de Saint-Pétersbourg (en russe : Фондовая биржа Санкт-Петербург, aussi connue sous son nom anglais de Saint Petersburg Stock Exchange) est une bourse d'échange située à Saint-Pétersbourg en Russie. Cette bourse a été créée en 1997.